# Parlamentswahl in der Ukraine 2006
- KPU: 21
- SPU: 33
- PR: 186
- BJuT: 129
- NU-NS: 81

Die vierte Wahl des ukrainischen Parlaments Werchowna Rada seit der Unabhängigkeit 1991 fand am 26. März 2006 statt. Es war die erste Parlamentswahl seit der „orangefarbenen Revolution“. Sie wurde allgemein als Abstimmung über die Fortsetzung des liberalen, westorientierten Kurses des amtierenden Präsidenten Wiktor Juschtschenko gesehen. Dessen Partei büßte aufgrund der verbreiteten Unzufriedenheit mit der als falsch oder halbherzig empfundenen Politik des Präsidenten zahlreiche Stimmen ein, die Wahlliste der ehemaligen Ministerpräsidentin und radikalen Reformerin Julija Tymoschenko wurde allerdings zweitstärkste Kraft. Die Partei des ehemaligen Ministerpräsidenten Wiktor Janukowytsch wurde mit einem Stimmenanteil von 32,1 % stärkste Partei, die größte Unterstützung fand der bisher als Gegner der demokratischen Revolution und Unterstützer Wladimir Putins geltende Janukowytsch im meist russischsprachigen Osten und im Süden des Landes, während in Kiew und im Westen des Landes die Parteien Juschtschenkos und Tymoschenkos die Mehrheit erlangten.

## Wahlverfahren
Die Parlamentswahl 2006 wurde ausschließlich auf der Basis des Verhältniswahlrechtes abgehalten. 450 Parlamentssitze wurden nach landeseinheitlichen Parteilisten vergeben. Es galt eine 3%ige Sperrklausel. Damit war es die erste Wahl, die ausschließlich nach dem Verhältniswahlrecht stattfand. Die Wahlen 1990 und 1994 wurden ausschließlich nach dem Mehrheitswahlrecht abgehalten. Dabei sollte der Kandidat die absolute Mehrheit in seinem Wahlkreis im ersten Wahlgang erzielen, was 1994 zu mehreren Nachwahlen und ständiger Unterbesetzung des Parlaments führte. 1998 und 2002 wurden 225 Sitze nach Parteilisten und die anderen 225 als Direktmandate vergeben, wobei jetzt nur eine relative Mehrheit der Stimmen im Wahlkreis reichte.
Die Direktmandate wurden meist von parteilosen Kandidaten erworben, was dann im Parlament die Bildung einer klaren Mehrheit erschwerte. Von der Wahl 2006 nach dem Verhältniswahlrecht wurde vor allem die Stärkung der Parteien im Parlament erwartet.
Eine besondere Bedeutung wurde dieser Wahl auch wegen der am 1. Januar 2006 in Kraft getretenen Verfassungsreform beigemessen.
Die geänderte Verfassung begrenzte die Kompetenzen des Präsidenten bei der Regierungsbildung zugunsten des Parlaments. Jetzt wird der Ministerpräsident nicht mehr dem Parlament zur einfachen Bestätigung vorgeschlagen, der Präsident muss nun die Mehrheitsverhältnisse in der Werchowna Rada beachten und nur den Vertreter der Mehrheitspartei(-en) dem Parlament zur Wahl vorschlagen. Es wurde also erwartet, dass es zur ersten von den Parteien getragenen Koalitionsregierung komme. 
Die Kontrollrechte des Parlaments gegenüber der Regierung wurden erweitert und Weisungsbefugnisse des Präsidenten wurden eingeschränkt.

## Endergebnis

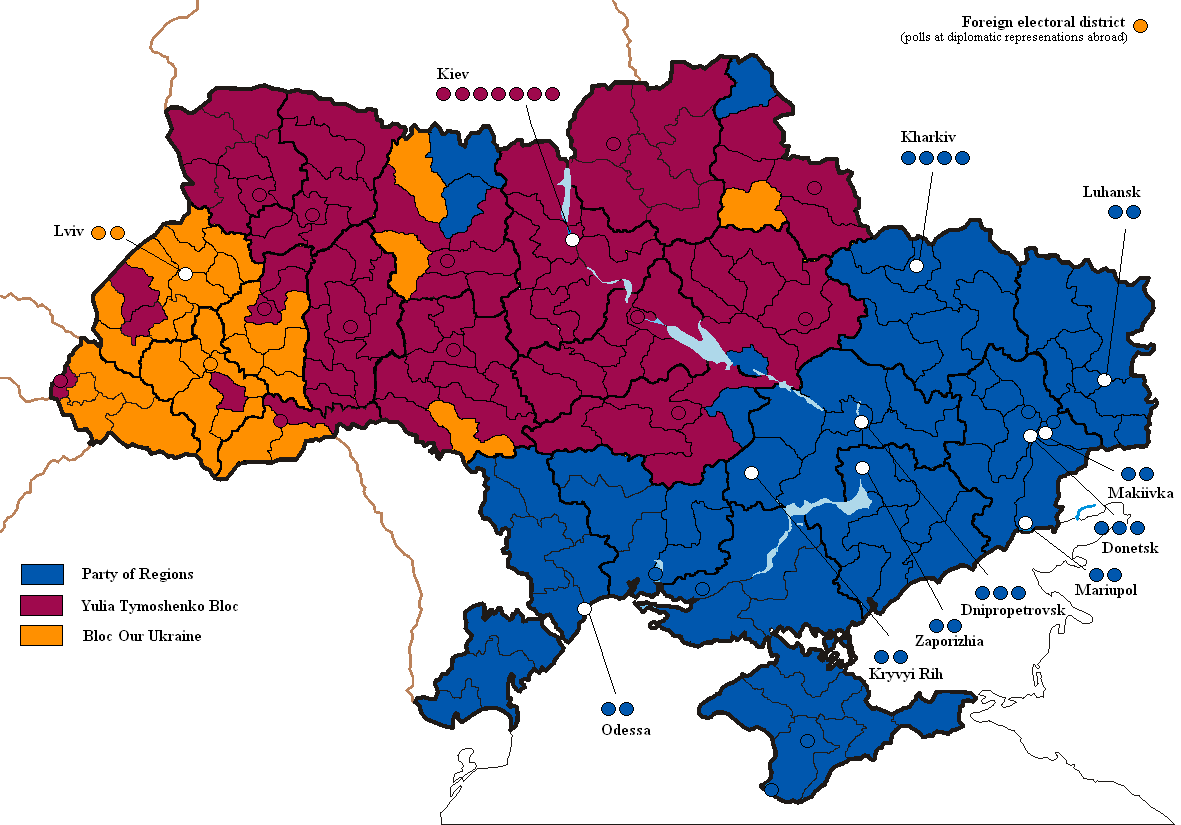
Stärkste Kraft nach Wahlkreisen

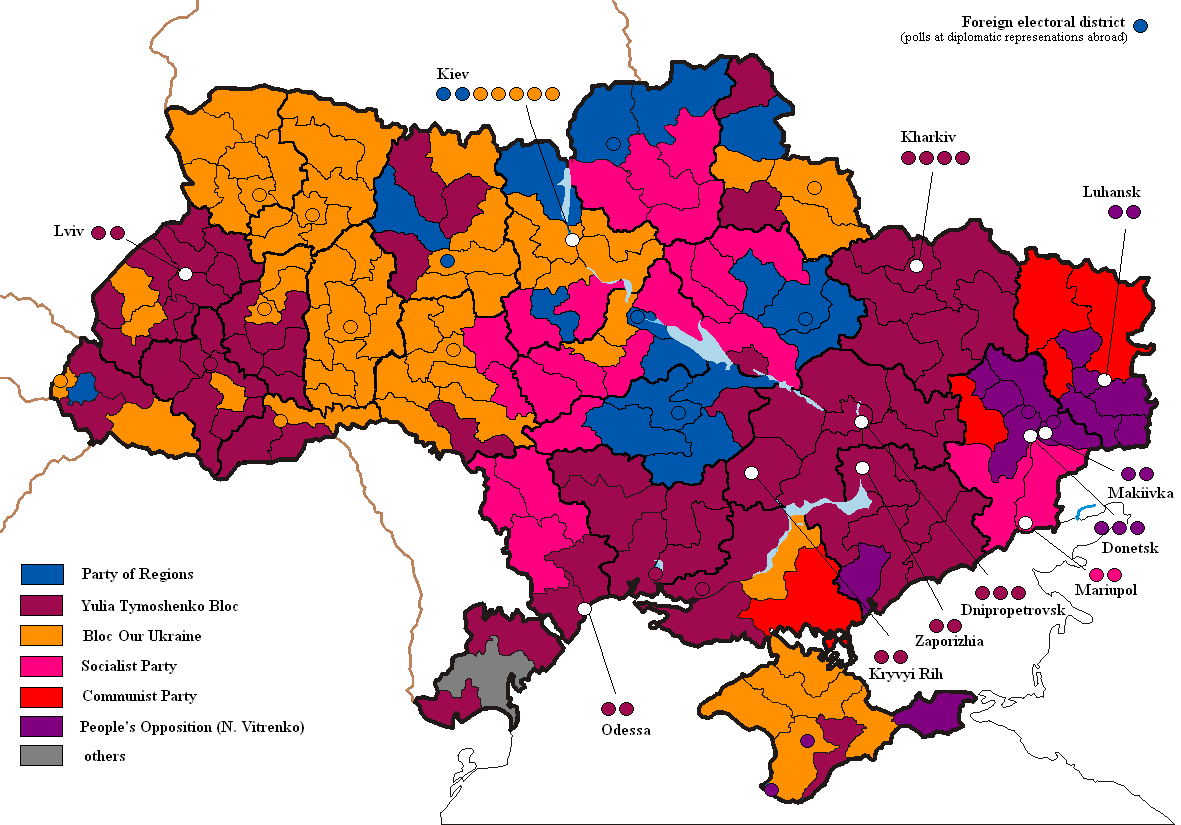
Zweitstärkste Kraft nach Wahlkreisen

Die Wahllokale schlossen am 26. März 2006 um 22 Uhr (Kiewer Zeit). Da neben der Parlamentswahl noch Kommunal- und Regionalwahlen stattfanden, wurde die Stimmenauszählung erst am Dienstag, dem 28. März, in der Frühe abgeschlossen, allerdings wurden bereits am Sonntagabend erste Hochrechnungen auf der Basis von Nachwahlbefragungen veröffentlicht.
Nach amtlichen Angaben der Zentralen Wahlkommission nahmen an der Wahl 67,13 % der wahlberechtigten Bürger teil. 
Die zentrale Wahlkommission gab das amtliche Endergebnis am 10. April 2006 bekannt: 
| Amtliches Endergebnis der Wahlen zur Werchowna Rada 2006              | Amtliches Endergebnis der Wahlen zur Werchowna Rada 2006 | Amtliches Endergebnis der Wahlen zur Werchowna Rada 2006 | Amtliches Endergebnis der Wahlen zur Werchowna Rada 2006 |
| Parteien und Wahlbündnisse                                            | Stimmen                                                  | %                                                        | Sitze                                                    |
| --------------------------------------------------------------------- | -------------------------------------------------------- | -------------------------------------------------------- | -------------------------------------------------------- |
| Partei der Regionen (Partija regioniw)                                | 8.148.745                                                | 32,14                                                    | 186                                                      |
| Block Julija Tymoschenko (Blok Juliji Tymoschenko)                    | 5.652.876                                                | 22,29                                                    | 129                                                      |
| Volksunion Unsere Ukraine (Narodnyj Sojus Nascha Ukrajina)            | 3.539.140                                                | 13,95                                                    | 81                                                       |
| Sozialistische Partei der Ukraine (Sozialistytschna Partija Ukrajiny) | 1.444.224                                                | 5,69                                                     | 33                                                       |
| Kommunistische Partei der Ukraine (Komunistytschna Partija Ukrajiny)  | 929.591                                                  | 3,66                                                     | 21                                                       |
| Block Volksopposition (Blok Narodna oposyzija)                        | 743.704                                                  | 2,93                                                     | -                                                        |
| Volksblock Lytwyn (Narodnyj Blok Lytwyna)                             | 619.905                                                  | 2,44                                                     | -                                                        |
| Block Kostenko und Pljuschtsch (Blok Kostenka i Pluschtscha)          | 476.155                                                  | 1,87                                                     | -                                                        |
| Witsche (Witsche)                                                     | 441.912                                                  | 1,74                                                     | -                                                        |
| Reformen und Ordnung - Pora! (Reformy i Porjadok – PORA!)             | 373.478                                                  | 1,47                                                     | -                                                        |
| Oppositionsblock „Ne Tak“                                             | 257.106                                                  | 1.01                                                     | -                                                        |
| sonstige (unter 1 %)                                                  | 2.042.405                                                | 7.11                                                     | -                                                        |
| „gegen alle“                                                          | 449.650                                                  | 1,77                                                     | -                                                        |
| ungültige Stimmabgabe                                                 | 490.595                                                  | 1,93                                                     | -                                                        |
| Gesamt (Wahlbeteiligung: 67,13 %)                                     | 25.352.380                                               | 100                                                      | 450                                                      |

## Angetretene Parteien, Bündnisse und Wahlblöcke
Die Zentrale Wahlkommission der Ukraine hat zur Wahl am 26. März 2006 die Namenslisten der insgesamt 45 Parteien und Wahlblöcke zugelassen. Es kamen aber nur fünf Parteien über die 3 %-Hürde und zogen damit in Fraktionsstärke in die Werchowna Rada ein.
Hervorgehoben sind die Parteien, bei denen erwartet wurde, dass sie über 3 % der Stimmen erhalten. In Klammern ist die Anzahl der Kandidaten auf der bei der zentralen Wahlkommission eingereichten Namensliste der jeweiligen Partei angegeben (siehe auch: Liste der Parteien der Ukraine).
- Kommunistische Partei der Ukraine (449)
- Partei der Regionen (446)
- Volksbewegung der Ukraine für Einheit (42)
- Partei des Sozialen Schutzes (20)
- Politische Partei „Europäische Hauptstadt“ (35)
- Block Natalija Witrenko „Volksopposition“ (390)
  - Partei „Russisch-Ukrainische Union“ (RUS')
  - Progressive Sozialistische Partei der Ukraine
- Allukrainische Partei des Volksvertrauens (41)
- Block Lasarenko (130)
  - Partei „Sozialdemokratische Union“ (SDU)
  - Politische Partei Allukrainische Vereinigung „Hromada“ (Gemeinde)
  - Sozialdemokratische Partei der Ukraine
- Block „Unsere Ukraine“ (393)
  - Kongress der Ukrainischen Nationalisten
  - Volksbewegung der Ukraine
  - Industriellen- und Unternehmerpartei der Ukraine
  - Christliche Demokratische Union der Ukraine
  - Volksunion Unsere Ukraine (Wiktor Juschtschenko) (NSNU)
  - Ukrainische Republikanische Partei
- Volksblock Lytwyn (444)
  - Volkspartei der Ukraine
  - Partei der Allukrainischen Vereinigung der Linken „Gerechtigkeit“
  - Ukrainische Demokratische Bauernpartei
- Partei der national-ökonomischen Entwicklung der Ukraine (24)
- Block Julija Tymoschenko (409)
  - Allukrainische Vaterlandspartei
  - Ukrainische Sozialdemokratische Partei
- Sozialistische Partei der Ukraine (390)
- Wahlblock Jewhen Martschuk – „Einheit“ (82)
  - Partei der Freiheit
  - Partei „Solidarität der ukrainischen Frauen“
  - Ukrainische Partei „Einheit“
- Wahlblock Borys Olijnyk und Mychajlo Syrota (99)
  - Politische Partei „Informations-Ukraine“
  - Gesundheitspartei
  - Arbeitspartei der Ukraine
- Oppositioneller Block NE TAK! (441)
  - „Frauen für die Zukunft“ – Allukrainischer Politischer Verein
  - Allukrainische Union „Zentrum“
  - Republikanische Partei der Ukraine
  - Vereinte Sozialdemokratische Partei der Ukraine
- Ukrainischer Volksblock von Kostenko und Pljuschtsch (216)
  - Freie Bauern- und Unternehmerpartei der Ukraine
  - Politische Partei „Versammelte Ukraine“
  - Ukrainische Volkspartei
- Partei der Grünen der Ukraine (87)
- Block der Volksdemokratischen Partei (NDP) (376)
  - Demokratische Partei der Ukraine
  - Volksdemokratische Partei der Ukraine
  - Christlichdemokratische Partei der Ukraine
  - Christlichliberale Partei der Ukraine
- Partei „Witsche“ (58)
- Sozial-Christliche Partei (36)
- Ukrainische Konservative Partei (31)
- Rentnerpartei der Ukraine (93)
- Politische Partei „Vorwärts, Ukraine!“ (77)
- Wahlblock „Staat – Arbeitsunion“ (263)
  - Allukrainische Partei der Arbeiter
  - Politische Partei „Staat“
- Wahlblock der politischen Parteien „FÜR DIE UNION“ (83)
  - Partei „Sozialistische Ukraine“
  - Partei „Union“
  - Politische Partei „Vaterland“
  - Slawische Partei
- Partei „Wiedergeburt“ (86)
- Politische Partei „Ukraine der Werktätigen“ (20)
- Ukrainische Partei „Grüner Planet“ (28)
- Walblock „Macht an das Volk“ (173)
  - Allukrainische Partei der Spiritualität und des Patriotismus
  - Allukrainische Tschornobyl-Partei „Für Wohlfahrt und den sozialen Schutz des Volkes“
  - Partei für den Schutz der Rentner der Ukraine
- Allukrainische Partei „Neue Kraft“ (185)
- Bürgerlicher Block PORA-PRP(244)
  - Bürgerliche Partei „Pora!“
  - Partei „Reformen und Ordnung“ (PRP)
- Liberale Partei der Ukraine (43)
- Politische Partei der Ukraine „Partei der Politik von PUTIN“ (162)
- Soziale Ökologische Partei „Union. Tschornobyl. Ukraine.“ (54)
- Block „Patrioten der Ukraine“ (99)
  - Patriotische Partei der Ukraine
  - Ukrainische Nationale Konservative Partei
- Block Jurij Karmasin (59)
  - Allukrainische Partei des Friedens und der Eintracht
  - Partei der Vaterlandsverteidiger
  - Partei „Nationale Demokratische Union Ukraine“
- Partei der Patriotischen Kräfte der Ukraine (103)
- Politische Partei „Partei der ökologischen Rettung EKO+25%“ (140)
- Politische Partei Dritte Kraft (208)
- Ukrainische Volksversammlung (22)
- Allukrainische Union „Freiheit“ (109)
- Bauernpartei der Ukraine (65)
- Block der Parteilosen „DIE SONNE“ (129)
- Ukrainische Partei der Ehre, des Kampfes gegen Korruption und organisierte Kriminalität (44)

## Regierungskrise
Im Juni 2006 wurde zunächst eine Neuauflage der Koalition zwischen dem Block Julija Tymoschenko, der Volksunion Unsere Ukraine und der Sozialistischen Partei beschlossen. Tymoschenko sollte in das Amt des Ministerpräsidenten zurückkehren, der bisherige Ministerpräsident Jurij Jechanurow war als neuer Parlamentspräsident vorgesehen. Die Koalition zerbrach aber noch vor der Wahl des Ministerpräsidenten durch das Parlament.
In den folgenden Wochen wurde deutlich, dass nur eine Koalition von der Volksunion Unsere Ukraine mit Wiktor Janukowytsch Partei der Regionen eine stabile Mehrheit erreichen konnte. Die Parteien einigten sich nach zähen Verhandlungen auf eine gemeinsame Regierung; am 2. August 2006 kündigte Präsident Juschtschenko an, seinen ehemaligen Rivalen Janukowytsch für das Amt des Ministerpräsidenten vorzuschlagen. Mit der Koalitionsvereinbarung zwischen Janukowytsch und Juschtschenko endete die Regierungskrise der Ukraine vorerst. Janukowytsch wurde am 6. August von einer Mehrheit im Parlament bestätigt.
Knapp 14 Monate später, am 30. September 2007, fand eine vorgezogene Parlamentswahl statt.